# Clavaspis covilleae
Clavaspis covilleae är en insektsart som först beskrevs av Ferris 1919.  Clavaspis covilleae ingår i släktet Clavaspis och familjen pansarsköldlöss. Inga underarter finns listade i Catalogue of Life.